# Pseudohynobius flavomaculatus
Pseudohynobius flavomaculatus (tên tiếng Anh: Yellow-spotted Salamander) là một loài kỳ giông thuộc họ Hynobiidae.
Đây là loài đặc hữu của Nam Xuyên - Tứ Xuyên, Tuy Dương - Quý Châu, Lợi Xuyên - Hồ Bắc, Tang Thực - Hồ Nam ở Trung Quốc.